# Ryōma Yamamoto
Ryōma Yamamoto (* 14. Juli 1995 in der Präfektur Nagasaki) ist ein japanischer Dreispringer.

## Sportliche Laufbahn
Erste internationale Erfahrungen sammelte Ryōma Yamamoto bei den Juniorenweltmeisterschaften 2014 in Eugene, bei denen er mit 15,89 m den siebten Platz belegte. Anschließend wurde er bei den Asienspielen in Incheon mit einer Weite von 15,70 m Achter. 2017 nahm er an den Weltmeisterschaften in London teil, bei denen er mit 16,01 m in der Qualifikation ausschied. Kurz darauf gewann er bei der Sommer-Universiade in Taipeh mit 16,80 m die Bronzemedaille hinter dem Aserbaidschaner Nazim Babayev und Hugues Fabrice Zango aus Burkina Faso. Zwei Jahre später belegte er bei den Asienmeisterschaften in Doha mit 16,04 m den siebten Platz.
2016 und 2017 wurde Yamamoto japanischer Meister im Dreisprung.

## Persönliche Bestleistungen
- Dreisprung: 16,87 m (+1,8 m/s), 29. April 2017 in Hiroshima
  - Dreisprung (Halle): 16,31 m, 10. Februar 2019 in Chemnitz